# شهرک رزمندگان
شهرک رزمندگان اهواز یکی از شهرهای حومه شهر اهواز (۵ کیلومتری اتوبان سه راه اهواز به خرمشهر) می‌باشد که از دو مسیر اتوبان سه راه خرمشهر و بلوار ۲۲ بهمن می‌توان وارد آن شد و با دو منطقه فرهنگ‌شهر و شلنگ‌آباد در ارتباط است و دو سمت دیگر اتوبان و کوی گلدشت قرار دارند.
این شهرک دارای ۳ فاز بوده (بعبارتی منازل آن به سه قسمت تقسیم شده) و اکنون بافت جدید و ساخت وساز بعد از فاز سوم نیز به آن اضافه شده که از آن به زعفرانیه یاد می‌شود.

## جمعیت
طبق آمار سال ۱۳۹۰ جمعیت شهرک رزمندگان اهواز بالغ بر چهار هزار نفر (4٫۰۰۰ نفر) می‌باشد.

## مکان‌ها

### مدارس
1. دبیرستان دخترانه محدثه فاز یک
2. مدرسه راهنمایی دخترانه هدایت فاز دو
3. دبستان ابتدایی دخترانه آسیه فاز دو
4. مدرسه راهنمایی پسرانه انصار فاز سه
5. دبستان ابتدایی پسرانه مهاجرین فاز سه
6. دبستان پسرانه تقوا

### مساجد وحسینیه‌ها
1. مسجد امام خمینی فاز دو
2. مسجد ابوالفضل العباس
3. حسینیه شهید محمود دادخواه
4. حسینیه فاطمه الزهراء فاز یک
5. حسینیه فاطمه الزهراء فاز سه
6. حسینیه رقیه (هیئت فاطمه الزهرا)
7. مسجد ابوطالب فاز سه
8. حسینه جنه الرضا
9. حسینه ابو ستار

### پارک‌ها
1. غدیر فاز دو
2. جوان فاز یک[۱]